# Scepanotrocha delicata
Scepanotrocha delicata är en hjuldjursart som beskrevs av Donner 1949. Scepanotrocha delicata ingår i släktet Scepanotrocha och familjen Habrotrochidae. Inga underarter finns listade i Catalogue of Life.